# Елизавета Петровна
Елизаве́та Петро́вна (18 [29] декабря 1709, Коломенское — 25 декабря 1761 [5 января 1762], Санкт-Петербург) — императрица и самодержица Всероссийская из династии Романовых с 25 ноября (6 декабря) 1741 года по 25 декабря 1761 (5 января 1762), младшая дочь Петра I и Екатерины I.
Правление Елизаветы Петровны отмечено возрождением традиций и идеалов петровского периода, восстановлением Правительствующего сената, учреждением Московского университета, постройкой грандиозных дворцов и роскошью при дворе, появлением первого банка в Российской империи. Смертная казнь не применялась. В елизаветинскую эпоху Российская империя успешно участвовала в войне за австрийское наследство, русско-шведской войне 1741—1743 годов и Семилетней войне. Продолжилось исследование и покорение Сибири.

## Биография

### Детство, образование и воспитание

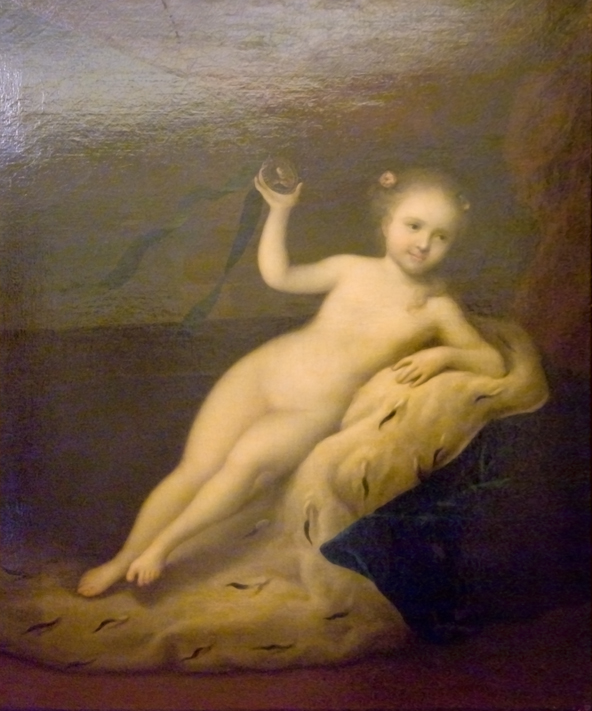
Луи Каравак. Портрет царевны Елизаветы Петровны в детстве, 1717 год.

Императрица Елизавета Петровна родилась в Коломенском дворце 18 (29) декабря 1709 года. День этот был торжественным: Пётр I въезжал в Москву, желая отметить в столице свою победу над Карлом XII. Царь намеревался тотчас праздновать полтавскую победу, но при вступлении в столицу его известили о рождении младшей дочери. «Отложим празднество о победе и поспешим поздравить с пришествием в этот мир мою дочь!», — сказал он.
Вторая внебрачная дочь получила имя Елизавета, которое ранее Романовыми не использовалось. Имя Елизавета, в галлицизированной форме «Лизетт», пользовалось особой любовью Петра I. Так называлась шестнадцатипушечная шнява, строительство которой было начато в 1706 году по проекту самого Петра и корабельного мастера Ф. М. Скляева (спущена на воду 14 (25) июня 1708 года). Это был один из первых кораблей русского флота, построенных на петербургской верфи. То же имя носили и одна из любимых собак Петра — гладкошёрстный терьер Лизетта, и любимая лошадь царя — кобыла персидской породы, которую он приобрёл в 1705 году.
Именины приходились на 5 сентября (тезоименная святая — праведная Елисавета, мать Иоанна Предтечи).
Через два года после рождения Елизавета была «привенчана», как тогда говорили: её родители вступили в законный брак. По этому случаю царь дал 6 (17) марта 1711 года своим дочерям, Анне и Елизавете, титул царевен. После принятия Петром I титула императора его дочери Анна, Елизавета и Наталья получили, 23 декабря 1721 (3 января 1722) года, титул цесаревен, внучка царя Наталья Алексеевна при этом оставалась великой княжной, а дочери покойного царя Ивана Алексеевича (Екатерина, Анна и Прасковья) — царевнами.

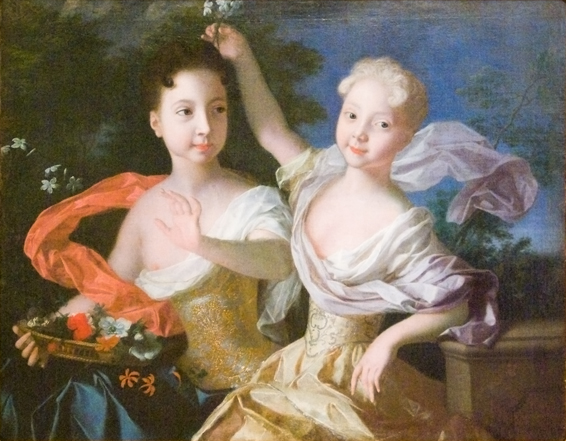
Цесаревны — дочери Петра I Аня и Лиза. Анна стала в будущем бабушкой Павла I, Елизавета российской императрицей.

Будучи только восьми лет отроду, царевна Елизавета уже обращала на себя внимание своею красотой. В 1722 году обе дочери встречали императора, возвращающегося из-за границы, одетыми в испанские наряды. Тогда французский посол заметил, что младшая дочь государя казалась в этом наряде необыкновенно прекрасной. В следующем 1723 году введены были ассамблеи, и обе цесаревны явились туда в платьях, вышитых золотом и серебром, в головных уборах, блиставших бриллиантами. Все восхищались искусством Елизаветы в танцах. Кроме лёгкости в движениях, она отличалась находчивостью и изобретательностью, беспрестанно выдумывая новые фигуры. Французский посланник Леви замечал тогда же, что Елизавета могла бы назваться совершенной красавицей, если бы не её курносый нос и рыжеватые волосы.

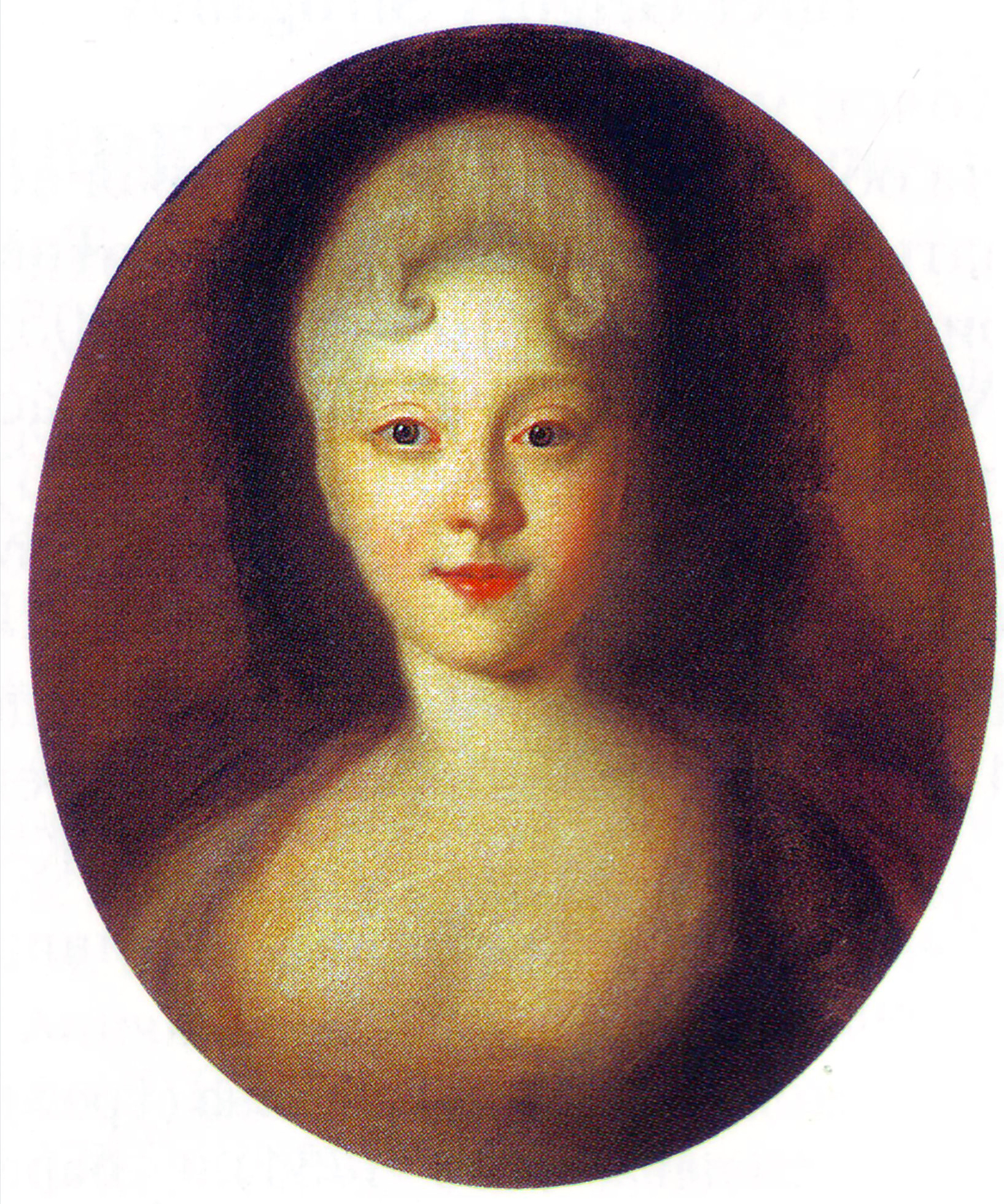
Портрет юной Елизаветы. Иван Никитин, 1720-е годы.

Систематического образования Елизавета не получила и, по словам публициста второй половины XVIII в. князя М. М. Щербатова, даже в зрелом возрасте «не знала, что Великобритания есть остров». Под руководством учёного еврея Веселовского она основательно изучила только французский язык и заодно выработала красивый почерк. Именно с Елизаветы принято начинать отсчёт русской галломании. Причина того, что обучение велось по-французски, заключалась в желании родителей выдать Елизавету за её ровесника Людовика XV, либо за юного герцога Орлеанского. К 16 годам Елизавета Петровна говорила на французском как на своём родном. Однако на предложения Петра породниться с французскими Бурбонами те отвечали вежливым, но решительным отказом.
Во всём остальном обучение Елизаветы было малообременительным. Её мать, женщина совершенно безграмотная, просвещением не интересовалась. Не умея читать и писать ни на каком языке, она свободно говорила на четырёх языках: русском, немецком, шведском, польском, и к этому можно добавить, что она немного понимала французский. Юная цесаревна никогда не читала, проводила время на охоте, верховой и лодочной езде, заботилась о своей красоте. Биограф Казимир Валишевский характеризовал её следующим образом:
Беспорядочная, причудливая, не имеющая определённого времени ни для сна, ни для еды, ненавидящая всякое серьёзное занятие, чрезвычайно фамильярная и вслед затем гневающаяся за какой-нибудь пустяк, ругающая иногда придворных самыми скверными словами, но, обыкновенно, очень любезная и широко гостеприимная.

### До вступления на престол
Завещание Екатерины I 1727 года предусматривало права Елизаветы и её потомства на престол после Петра II и Анны Петровны. В последний год правления Екатерины I и в начале царствования Петра II при дворе много говорили о возможности брака между тёткой и племянником, которых связывали в то время приятельские отношения. Долгие прогулки верхом и выезды на охоту они совершали вместе.
Проекту родственного брака, предложенному Остерманом, воспротивился Меншиков, мечтавший выдать за императора собственную дочь. После этого портреты Елизаветы были отосланы Морицу Саксонскому и Карлу-Августу Голштинскому. Последний проявил интерес и прибыл в Петербург, где, не дойдя до алтаря, умер. После этого удара Елизавета примирилась с перспективой незамужней жизни и завела первого «галанта» — красавца-денщика Бутурлина.
После кончины Петра II в январе 1730 года про завещание Екатерины было забыто: вместо Елизаветы престол был предложен её двоюродной сестре Анне Иоанновне. В её правление (1730—1740) цесаревна Елизавета находилась в полуопале, носила «простенькие платья из белой тафты, подбитые чёрным гризетом», чтобы не входить в долги. Из собственных средств она оплачивала воспитание двоюродных сестёр из рода Скавронских и пыталась подобрать им достойную партию. Помимо кузин, ближний круг Елизаветы составляли Алексей Яковлевич Шубин, будущий генерал-поручик, кому Елизавета писала пылкие любовные поэмы, лейб-медик Лесток, камер-юнкеры Михаил Воронцов и Пётр Шувалов и будущая жена его, Мавра Шепелева.

### Приход к власти

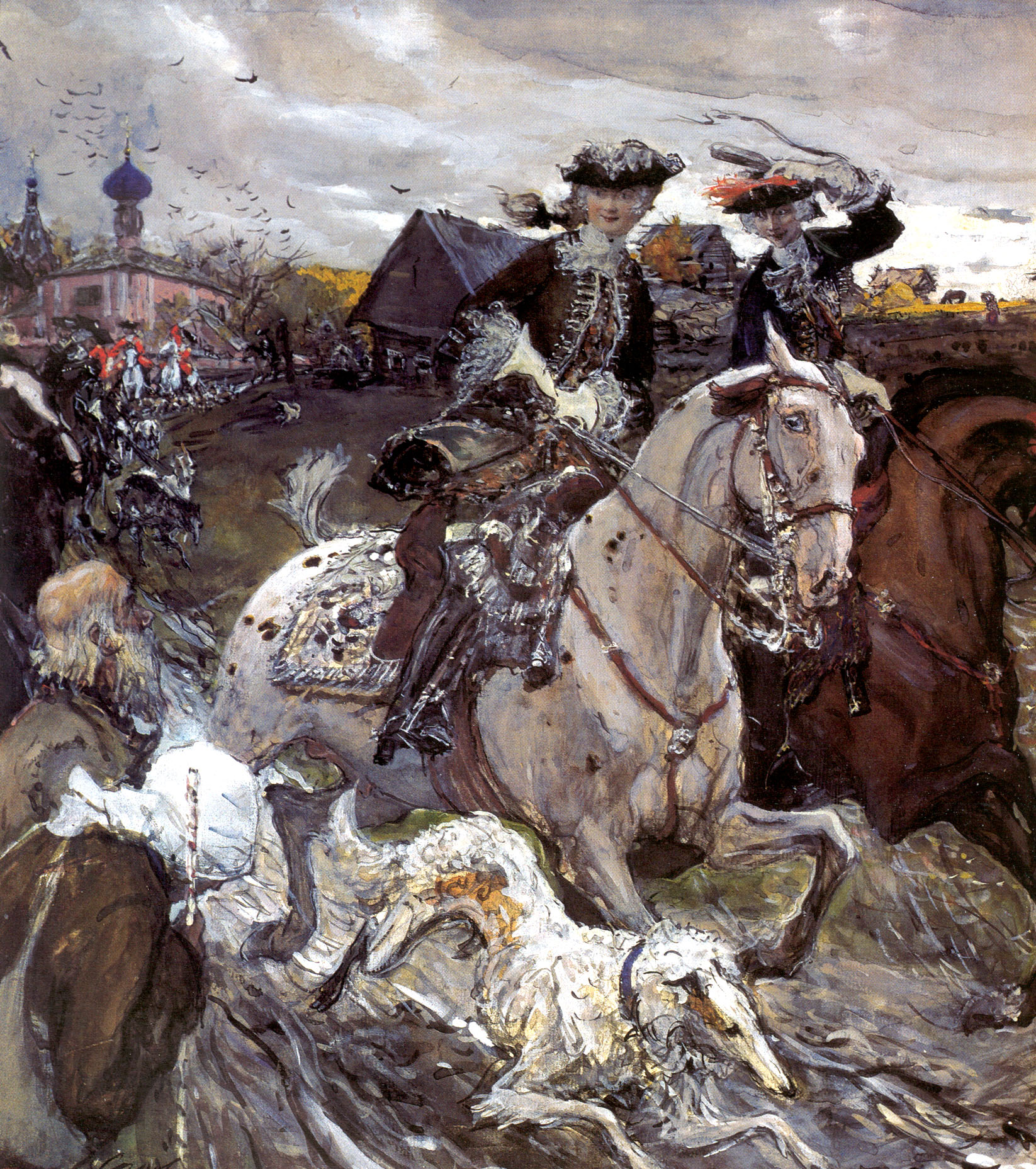
«Выезд императора Петра II и цесаревны Елизаветы Петровны на охоту», картина В.Серова

Недовольные Анной Иоанновной и Бироном возлагали на дочь Петра Великого большие надежды. Тем не менее, наблюдатели не считали её особой достаточно деятельной, чтобы встать во главе заговора. Английский посол Финч, обыграв слова Цезаря в пьесе Шекспира, докладывал на родину: «Елизавета слишком полна, чтобы быть заговорщицей».
Пользуясь падением авторитета и влияния власти в период регентства Анны Леопольдовны, в ночь на 25 ноября (6 декабря) 1741 года 31-летняя Елизавета в сопровождении инициатора заговора Лестока и своего учителя музыки Шварца подняла за собой гренадерскую роту Преображенского полка.

…она отправилась в Преображенские казармы и прошла в гренадерскую роту.
Гренадеры ожидали её.

— Вы знаете, кто я? — спросила она солдат, — Хотите следовать за мною?

— Как не знать тебя, матушка цесаревна? Да в огонь и в воду за тобою пойдём, желанная, — хором ответили солдаты.

Цесаревна взяла крест, стала на колени и воскликнула:

— Клянусь этим крестом умереть за вас! Клянётесь ли вы служить мне так же, как служили моему отцу?

— Клянёмся, клянёмся! — ответили солдаты хором…
— из романа Н. Э. Гейнце «Романовы. Елизавета Петровна» (из цикла «Династия в романах»)
Из казарм все двинулись к Зимнему дворцу. Не встретив сопротивления, с помощью 308 верных гвардейцев она провозгласила себя новой императрицей, распорядившись заточить в крепость малолетнего Ивана VI и арестовать всю Брауншвейгскую фамилию (родственников Анны Иоанновны, в том числе регентшу Ивана VI — Анну Леопольдовну) и её приверженцев. Фавориты прежней правительницы Миних, Лёвенвольде и Остерман были приговорены к смертной казни, заменённой ссылкой в Сибирь — дабы показать Европе терпимость новой самодержицы.

### Коронационные торжества

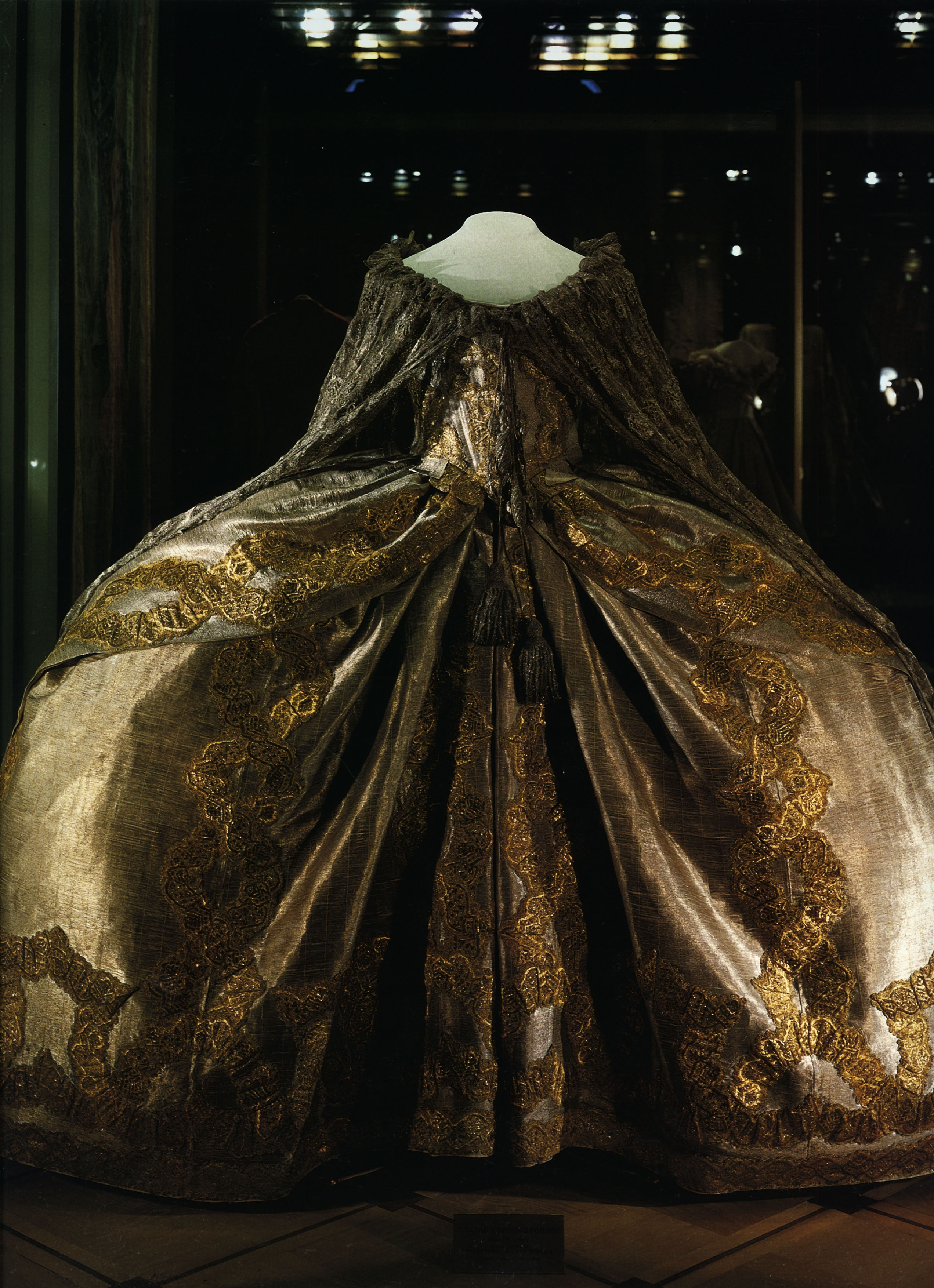
Коронационное платье Елизаветы Петровны

Коронационные торжества состоялись в апреле 1742 года и отличались беспрецедентной пышностью. Коронация проходила в Москве. В качестве напоминания о них в Москве сохранялись до 1927 года Красные ворота, под которыми проезжал коронационный кортеж. Уже тогда в полной мере проявились любовь государыни к ярким зрелищам и стремление утвердиться в народной памяти. Была объявлена массовая амнистия, вечером стены Кремля сотрясли залпы салюта, фасады окрестных домов были затянуты парчовой материей. В память о торжествах был издан «Коронационный альбом Елизаветы Петровны». В день коронации была поставлена опера «Милосердие Титово», что подчёркивало начало милосердного правления Елизаветы Петровны.

Через три месяца после своего прибытия в Москву на коронацию она успела, по свидетельству Ботта, надеть костюмы всех стран в мире. Впоследствии при дворе два раза в неделю происходили маскарады, и Елизавета появлялась на них переодетой в мужские костюмы — то французским мушкетёром, то казацким гетманом, то голландским матросом. У неё были красивые ноги, по крайней мере, её в том уверяли. Полагая, что мужской костюм невыгоден её соперницам по красоте, она затеяла маскированные балы, где все дамы должны были быть в кафтанах французского покроя, а мужчины в юбках с панье.— Валишевский К. Дщерь Петра Великого

### Царствование
Императрица Елизавета Петровна не раз провозглашала, что продолжает политику Петра Великого. В основном это было так. Была восстановлена роль Сената, Берг- и Мануфактур-коллегии, Главный магистрат. Кабинет министров упразднён. Сенат получил право законодательной инициативы. Во время Семилетней войны возникло постоянно действовавшее совещание, стоявшее над сенатом, — Конференция при Высочайшем дворе. В работе конференции участвовали руководители военного и дипломатического ведомств, а также лица, специально приглашённые императрицей. Незаметной стала деятельность Тайной канцелярии.
В 1744 году вышел указ, запрещавший быстро ездить по городу, а с тех, кто бранился прилюдно, стали брать штрафы.
В 1744—1747 годах проведена 2-я перепись податного населения.
В конце 1740-х — первой половине 1750-х годов по инициативе Петра Шувалова был осуществлён ряд серьёзных преобразований. Указ об отмене внутренних таможенных сборов был подписан Елизаветой Петровной 31 декабря 1753 года. В 1754 году сенат принял разработанное Шуваловым постановление об уничтожении внутренних таможенных пошлин и мелочных сборов. Это привело к значительному оживлению торговых связей между регионами. Были основаны первые русские банки — Дворянский (заёмный), Купеческий и Медный (Государственный).

#### Реформы
Осуществлена реформа налогообложения, позволившая улучшить финансовое положение страны: повышены сборы при заключении внешнеторговых сделок до 13 копеек с 1 рубля (вместо ранее взимаемых 5 копеек). Реформа заключалась в отмене внутренних таможенных пошлин, а также в повышении налога на соль и вино.
В 1754 году была создана новая комиссия для составления Уложения, которая завершила свою работу к концу царствования Елизаветы, но процесс преобразований был прерван Семилетней войной (1756—1763).

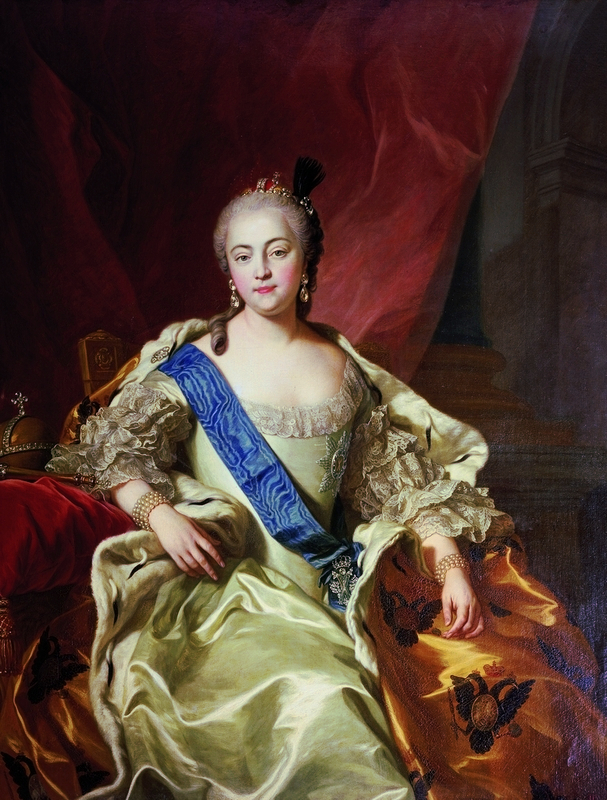
Идеализированный парадный портрет Елизаветы Петровны кисти Шарля ван Лоо

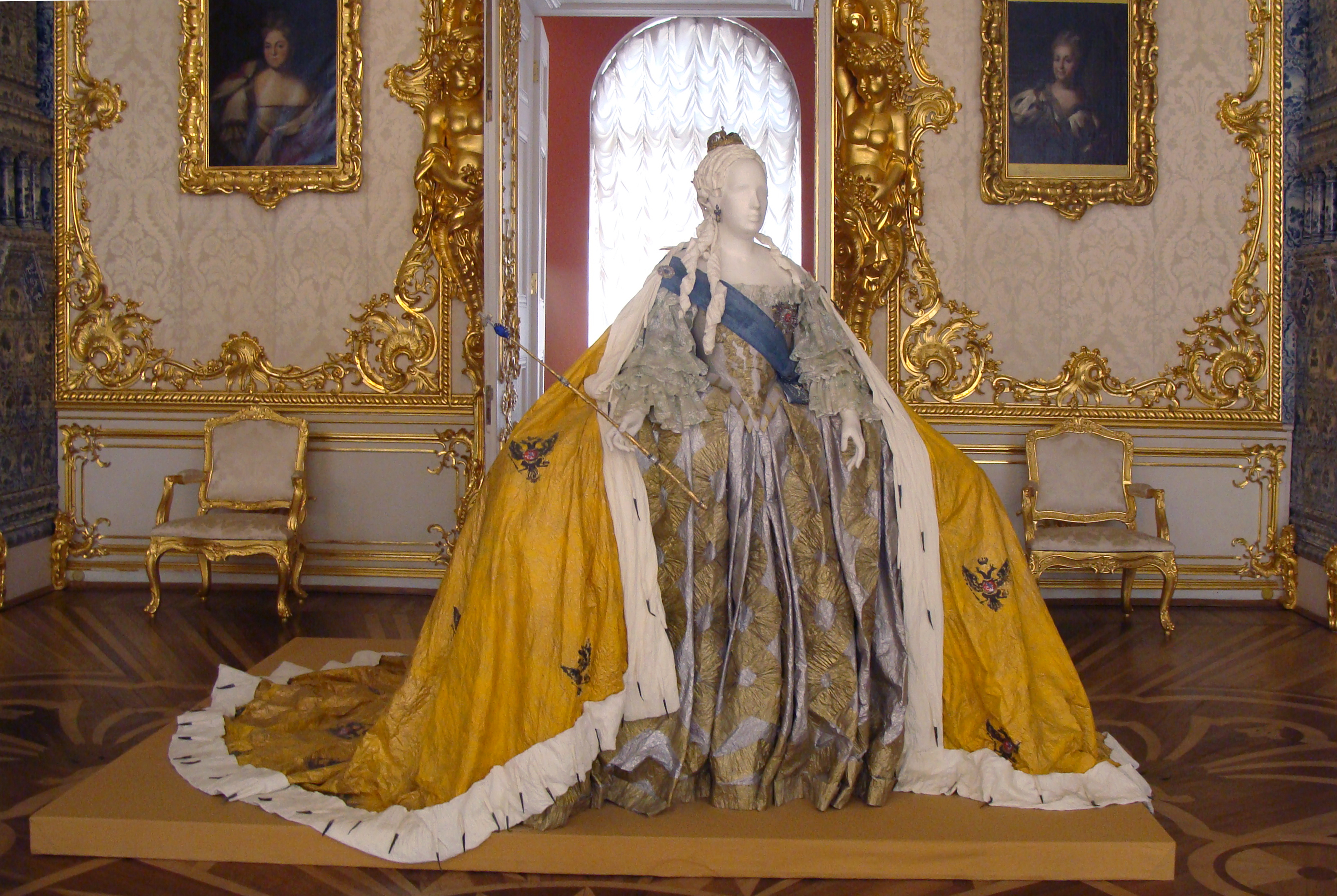
Парадное платье Елизаветы Петровны, выполненное из бумаги в Екатеринском Дворце, Царское Село; фот. Ивонна Новицка

В социальной политике продолжалась линия расширения прав дворянства. В 1746 году за дворянами было закреплено право владеть землёй и крестьянами. В 1760 году помещики получили право ссылать крестьян в Сибирь на поселение с зачётом их вместо рекрутов. Несмотря на откровенное усиление административной власти помещиков, этот указ поспособствовал росту числа переселенцев и созданию новых поселений, в основном в притрактовой полосе Западной Сибири. Крестьянам было запрещено вести денежные операции без разрешения помещика. В 1755 году заводские крестьяне были закреплены в качестве постоянных (посессионных) работников на уральских заводах.
Впервые за сотни лет смертная казнь при Елизавете в России не применялась, но юридически не была отменена. Когда в 1743 году суд постановил колесовать Наталью Лопухину (которая унижала Елизавету перед придворными в правление Анны Иоанновны), императрица выказала милость и заменила смертную казнь на менее строгое наказание («бить кнутом, вырвать язык, сослать в Сибирь, всё имущество конфисковать»).
Тем не менее, при Елизавете распространяется практика жестоких телесных наказаний как в армии, так и крепостных крестьян. Формально не имея права казнить своих крестьян, помещики нередко запарывали их до смерти. Правительство крайне неохотно вмешивалось в жизнь крепостной усадьбы и закрывало глаза на вопиющие преступления дворян также и потому, что помещики были по существу единственными более или менее эффективными управленцами на местах, доступными правительству, которые одновременно следили за порядком, набором рекрутов и сбором налогов.

#### Внутреннее управление

Императрица была курноса и настаивала на том, чтобы нос её под страхом наказания писался художниками только анфас, с лучшей его стороны. В профиль рисованных портретов Елизаветы почти не существует, но имеется около 200 прижизненно гравированных вариантов профиля на монетах и медальонах (на фото золотой елизаветинский рубль).

Нехватка кадров и отсутствие средств в казне для поддержания внутреннего управления делало власть на местах откровенно слабой. Полицейские силы существовали только в Санкт-Петербурге и Москве, и качество их было порой совершенно отвратительным; жандармерии не существовало, а солдаты гарнизонных частей оказывались совершенно бесполезными, когда дело касалось преступлений против общественного порядка; солдаты и сами нередко были зачинщиками беспорядков, ввязываясь в пьяные драки и потасовки из-за запрещённых кулачных боёв. Нередко местные власти действовали заодно с преступниками. Так, расследование, проведённое специальной комиссией начальника тайной канцелярии графа Ушакова в 1749—1753 гг. в связи с подозрительными частыми пожарами в Москве, выявило, что вся московская полиция была в сговоре с преступником и авантюристом Ванькой Каином, который откровенно использовал полицейскую службу для устранения конкурентов в криминальном мире. Подобные волны поджигательства случались в 1747—1750 гг. в Можайске, Ярославле, Бахмуте, Орле, Костроме. Местные чиновники, чьи полномочия совмещали законодательную, судебную и административную функции, при этом не получали жалования, используя свои должности как источники получения дохода и занимаясь порой откровенным вымогательством, с чем боролись агенты тайной канцелярии.
Как следствие, в последние годы правления Елизаветы зафиксировано более 60 волнений только монастырских крестьян; началось же её правление с очередного восстания башкир. В 1754—1764 годах волнения наблюдались на 54 заводах Урала (200 тыс. приписных крестьян). На 1743—1745 годы пришлось Терюшевское восстание эрзян.

#### Черты правления
Для правления абсолютных монархов XVIII века, включая преемников Петра I, характерен фаворитизм. Лица, пользовавшиеся расположением или личной привязанностью императрицы, как например братья Шуваловы, Воронцов и др., часто тратили средства государственного бюджета на собственные интересы и нужды. Лейб-медик Лесток, сохранявший влияние в первые годы царствования Елизаветы, только за одну процедуру кровопускания императрице получал от 500 до 2000 рублей. В последний период царствования Елизавета меньше занималась вопросами государственного управления, передоверив его Шуваловым и Воронцовым.
В целом внутренняя политика Елизаветы Петровны отличалась стабильностью, будучи нацеленной на рост авторитета и мощи государственной власти. Во многом Елизавета продолжала петровскую политику, завершая неоконченные проекты своего отца. По целому ряду признаков можно сказать, что курс Елизаветы Петровны был первым шагом к политике просвещённого абсолютизма, продолженной позже при Екатерине II.

#### Культурные достижения

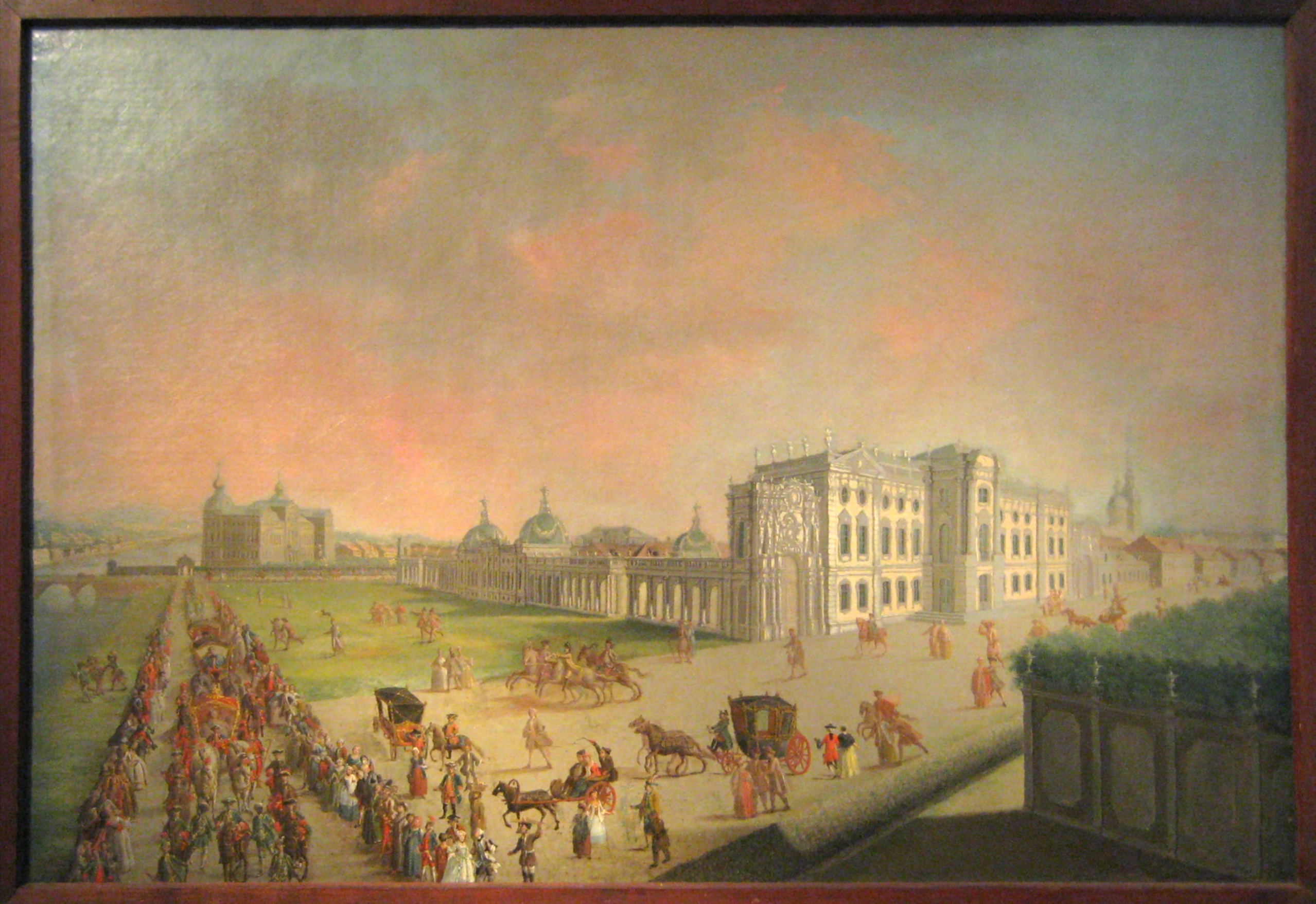
Проезд Елизаветы Петровны мимо Шуваловского дворца

С правлением Елизаветы Петровны связаны приход в Россию эпохи Просвещения и реорганизация военно-учебных заведений. В 1744 году вышел указ о расширении сети начальных школ. Открыты первые гимназии: в Москве (1755) и в Казани (1758). В 1755 году по инициативе фаворита И. И. Шувалова основан Московский университет, а в 1757 году — Академия художеств. Оказывалась поддержка М. В. Ломоносову и другим представителям русской науки и культуры. Изыскания Д. И. Виноградова сделали возможным открытие в 1744 году Порцелиновой мануфактуры под Петербургом.
Огромные средства выделялись из казны на обустройство царских резиденций. Придворным архитектором Растрелли были выстроены Зимний дворец, служивший с тех пор главной резиденцией российских монархов, и Екатерининский в Царском Селе. Основательно перестроены петровские резиденции на берегу Финского залива — Стрельна и Петергоф. Строительство такого размаха не только привлекало в Россию мастеров из-за рубежа, но и способствовало развитию местных художественных кадров. Пышный, мажорный стиль полихромных построек Растрелли получил в истории архитектуры наименование Елизаветинского барокко.
Императрица велела перевести из Ярославля в столицу труппу Фёдора Волкова и 30 августа (10 сентября) 1756 года подписала указ о создании императорского театра. Она вообще любила наряжать других. «В пьесах, разыгрываемых при дворе воспитанниками кадетских корпусов, женские роли раздавались молодым людям, и Елизавета придумывала для них костюмы. Так, в 1750 году она собственными руками одела кадета Свистунова, игравшего роль Оснельды в трагедии Сумарокова, а немного позднее появление Бекетова в роли фаворита объяснялось подобного же рода знакомством», — пишет Казимир Валишевский.

#### Внешняя политика

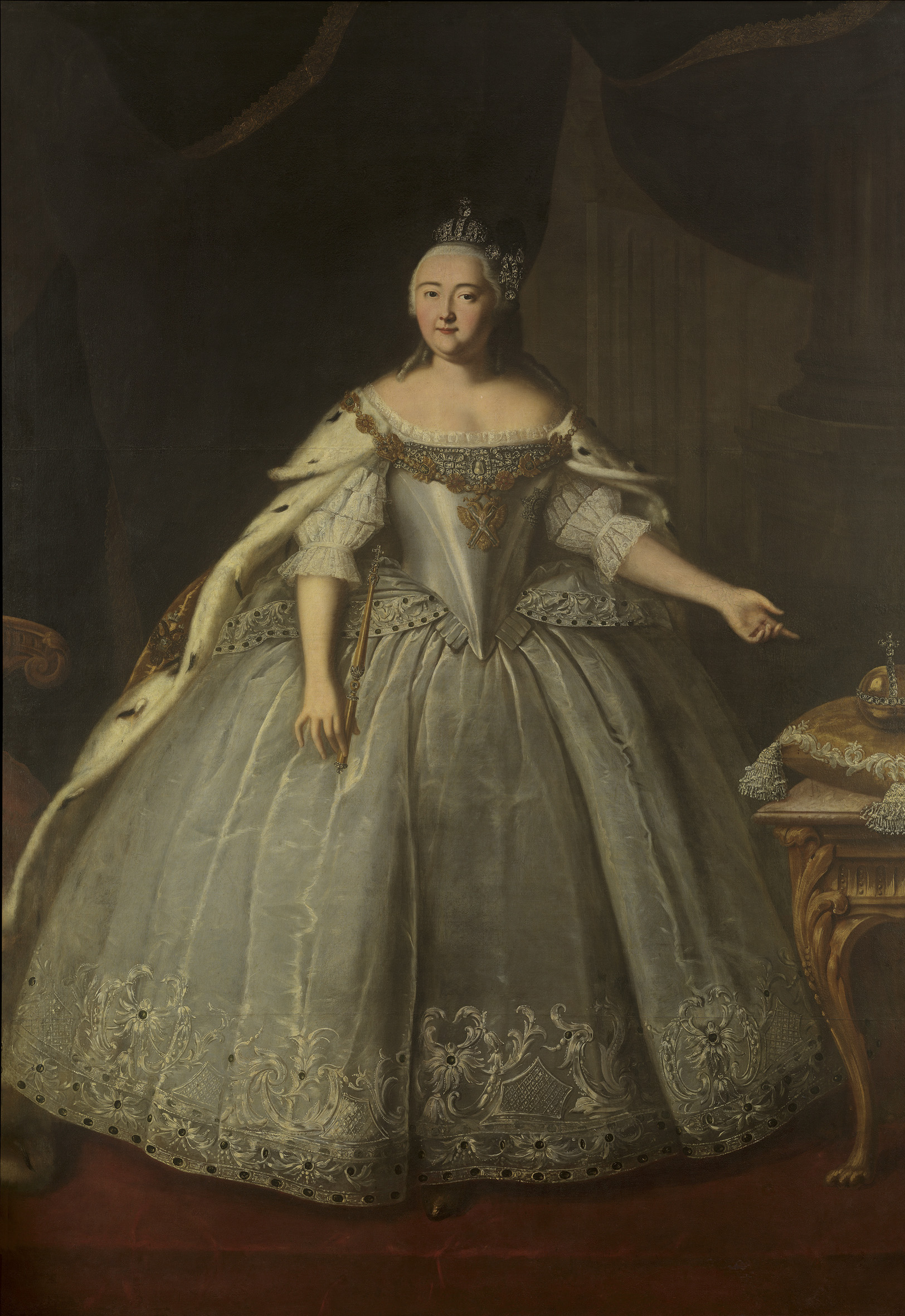
Портрет Елизаветы Петровны. Художник Иван Вишняков (1743).

После прихода к власти Елизаветы Петровны большую роль в государственном управлении стал играть французский посланник маркиз де Ла Шетарди, однако под влиянием своих сановников и, прежде всего, вице-канцлера, а затем канцлера А. П. Бестужева-Рюмина, императрица в 1742 году отказалась от идеи союза с Францией, вопреки желанию Версаля и без его посредничества заключила в 1743 году выгодный мир со Швецией, закончивший русско-шведскую войну, и в 1743—1746 годах вернулась к прежнему союзу с Австрией и Англией.
Бестужев-Рюмин, по воле императрицы управлявший внешней политикой страны до 1758 года, считал главной задачей закрепление России в системе международных отношений в качестве одной из великих держав, оказывающих приоритетное влияние на судьбы Европы.
С 1744 года главным внешнеполитическим врагом России стали стремительно усиливавшаяся Пруссия и её король Фридрих II. Прусское вторжение в том же году в Саксонию (курфюрст которой одновременно был польским королём, ранее утверждённым на этом престоле русскими войсками) заставило Елизавету Петровну решиться на открытое столкновение с Пруссией, однако Фридрих II в 1745 году, зная о готовности России к войне с ним, заключил мир с Саксонией и вывел из неё свои войска. Тем не менее, прусский король продолжал планировать расширение своего влияния на традиционно российские сферы — Польшу и Курляндию. Стремясь ослабить опасную для него Россию, Фридрих II активно интриговал в Швеции, в Турции и в Крыму. С 1745 года сильный русский корпус находился в Курляндии в постоянной боеготовности на случай войны с Фридрихом II. В 1746 году был подписан русско-австрийский союзный договор, согласно секретной статье которого стороны обязывались совместно бороться против прусской агрессии.
В 1756 году совершилась т. н. Дипломатическая революция: Франция, Австрия и Россия объединили силы для борьбы против прусского короля Фридриха II. В том же году началась Семилетняя война, в которой приняла участие Россия, власти которой первоначально стремились воспользоваться случаем и добиться ликвидации прусского великодержавия руками австрийцев и французов при символической помощи русской армии.
Несмотря на явное преобладание западного вектора внешней политики, при Елизавете продолжилось и расширение границ империи на восток. В 1740—1743 годах в состав России добровольно вошёл Средний жуз. Освоением земель на юге Урала руководил Иван Неплюев, заложивший в 1743 году город Оренбург. С. П. Крашенинников занимался исследованием Камчатки, а вторая экспедиция Беринга обследовала берега Аляски.

#### Русско-шведская война (1741—1743)
В 1740 году прусский король Фридрих II решил воспользоваться смертью австрийского императора Карла VI для захвата Силезии. Началась война за австрийское наследство. Враждебные Австрии Пруссия и Франция попытались склонить Россию принять участие в конфликте на своей стороне, но их устраивало и невмешательство в войну. Поэтому французская дипломатия пыталась столкнуть Швецию и Россию, с тем, чтобы отвлечь внимание последней от европейских дел. Швеция объявила войну России.
Русские войска под командованием генерала Ласси разгромили шведов в Финляндии и заняли её территорию. Абоский мирный трактат (Абоский мир) 1743 года завершил войну. Трактат был подписан 7 (18) августа 1743 года в городе Або (ныне Турку, Финляндия) со стороны России А. И. Румянцевым и И. Люберасом, со стороны Швеции — Г. Седеркрёйцем и Э. М. Нолькеном. В ходе переговоров Россия соглашалась ограничить свои территориальные притязания при условии избрания наследником шведского престола гольштейнского принца Адольфа Фредрика, двоюродного дяди русского наследника Петра III Фёдоровича. 23 июня 1743 года Адольф был избран наследником шведского престола, что открывало путь к окончательному соглашению.
21 статья мирного трактата устанавливала между странами вечный мир и обязывала их не вступать во враждебные союзы. Подтверждался Ништадтский мирный договор 1721 года. К России отходили Кюменегорская провинция с городами Фридрихсгамом и Вильманстрандом, часть Саволакской провинции с городом Нейшлотом. Граница проходит по р. Кюммене.

#### Семилетняя война (1756—1763)

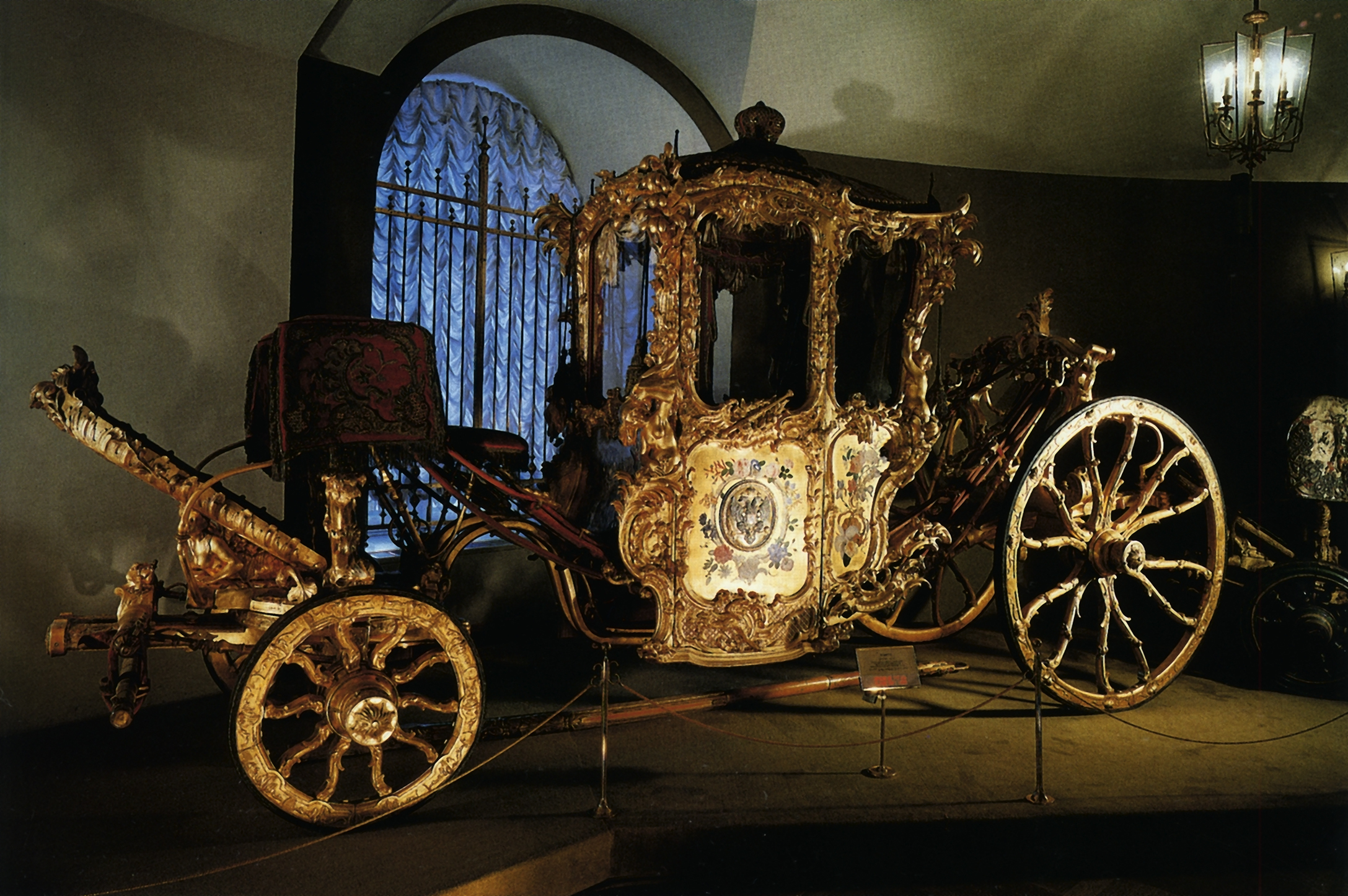
Карета, подаренная Елизавете прусским королём Фридрихом II

В 1756—1763 годах в Европе и европейских колониях в Северной Америке, Азии и Африке шла Семилетняя война. В войне участвовали две коалиции: Пруссия, Англия и Португалия против Франции, Австрии, России, Швеции, Саксонии и Испании с участием войск Священной Римской империи Германской нации.
Летом 1756 года Фридрих II без объявления войны вторгся в Саксонию и вынудил её капитулировать, разбив австрийские войска, вышедшие на помощь саксонцам. 1 (12) сентября 1756 года союзная Австрии Россия заявила о выполнении своих обязательств и выступлении против Пруссии. Летом 1757 года русская армия под командованием Апраксина вступила в Восточную Пруссию. 19 августа русская армия подверглась атаке прусского корпуса фельдмаршала Левальда у деревни Гросс-Егерсдорф. Апраксин был застигнут врасплох, и только благодаря прибытию через лес резервной бригады П. А. Румянцева пруссаков удалось отбросить. Противник потерял 8 тыс. чел. и отступил. Апраксин не организовал преследования и сам отступил в Курляндию. Елизавета, находившаяся в то время при смерти, после выздоровления его отстранила и отдала под следствие. Весной 1758 года опале подвергся и закалённый во внешнеполитических интригах канцлер Бестужев-Рюмин.
Новым командующим был назначен В. В. Фермор. В начале 1758 года российские войска без сражений (корпус Левальда отошёл в Померанию для борьбы со шведским вторжением в прусские владения) овладели Кёнигсбергом, затем — всей Восточной Пруссией, население которой присягнуло на верность императрице. С того времени и до конца войны Восточная Пруссия находилась под российским управлением.
В кампанию 1758 года российская армия двинулась через Польшу к Берлину. В августе того года при деревне Цорндорф произошло кровавое сражение между русскими и прусской армией под командованием самого Фридриха II, которое не принесло победу ни одной из сторон. Фермор после этого из-за больших потерь отступил и вынужден был сдать командование.
Армию возглавил генерал-аншеф П. С. Салтыков. В кампанию следующего года русская армия снова двинулась из Польши в Бранденбург, на границах которого Салтыков разгромил прусский корпус генерала Веделя.
1 (12) августа 1759 года 60-тысячная русская армия у деревни Кунерсдорф дала генеральное сражение 48-тысячной прусской армии. Армия Фридриха II была разгромлена наголову: с королём вечером после боя осталось только 3 тысячи солдат. Произведённый за победу в фельдмаршалы Салтыков после Кунерсдорфского сражения не продолжил движение к беззащитному уже Берлину, подвергся упрёкам и по болезни отказался от командования армией. На его место был назначен фельдмаршал А. Б. Бутурлин, при котором русская армия избегала сражений.
28 сентября (9 октября) 1760 года произошло взятие Берлина; им ненадолго овладел корпус российского генерала Тотлебена, который разрушил военные склады. Однако при приближении Фридриха корпус отступил.
5 (16) декабря 1761 года русский корпус генерала П. А. Румянцева после упорной 
осады взял прусскую крепость-порт Кольберг в Померании, что позволило получить тыловую базу вблизи Бранденбурга и начать кампанию следующего года походом на Берлин весной, а не в разгар лета, как в предыдущие годы. Командующим армией был снова назначен фельдмаршал П. С. Салтыков.
25 декабря 1761 [5 января 1762] года Елизавета умерла от горлового кровотечения вследствие неустановленного медициной тех времён хронического заболевания.
На престол взошёл Пётр III. Новый император вернул Фридриху все завоёванные земли и заключил с ним союз. Прусский король воспринял смерть Елизаветы как чудо Бранденбургского дома. Лишь новый дворцовый переворот и восшествие на престол Екатерины II предотвратили военные действия российских войск против бывших союзников-австрийцев и войну России против Дании.

### Личная жизнь и характер

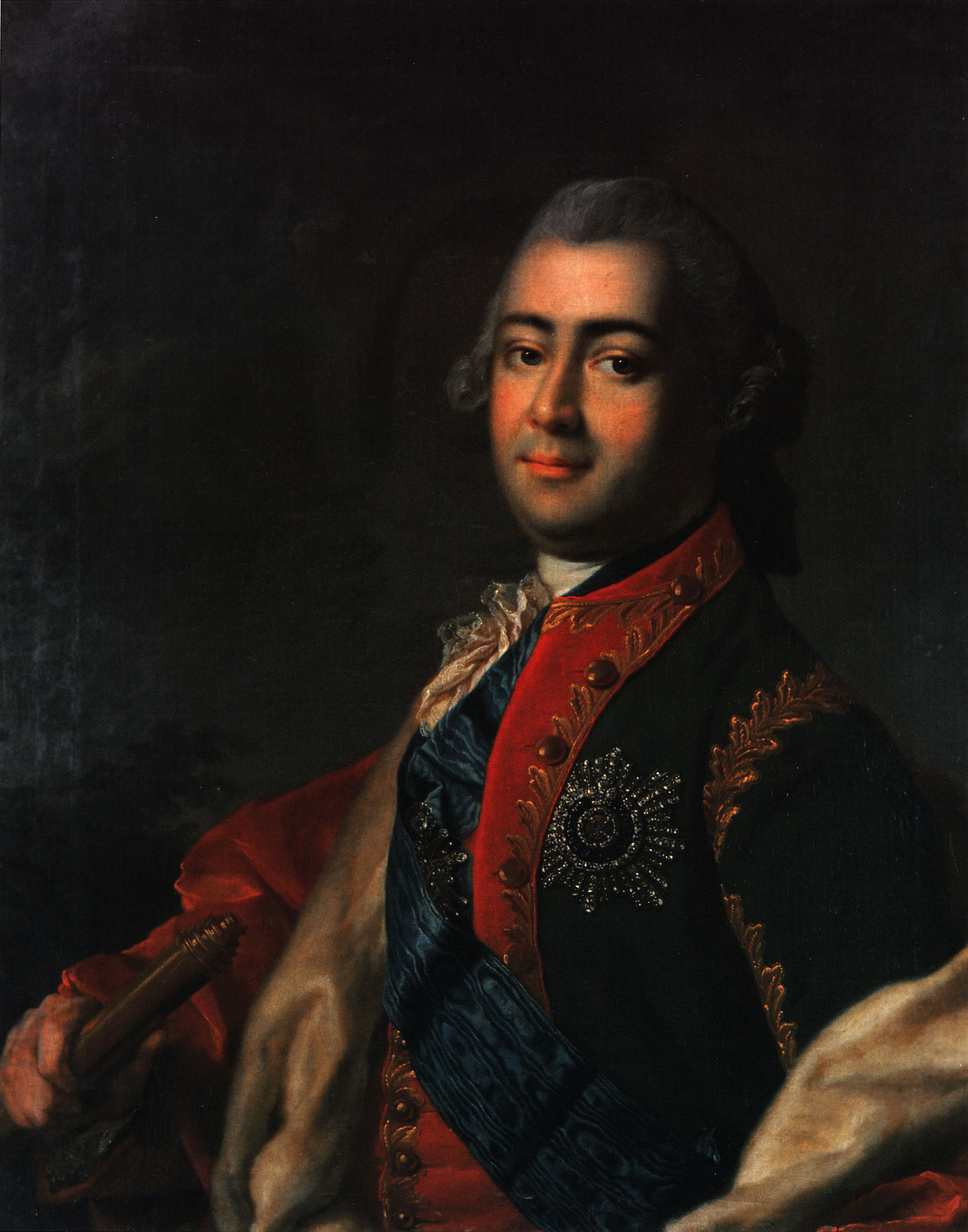
Портрет Алексея Разумовского

По сообщениям иностранцев, Елизавета ещё в юности отличалась свободой нравов в личной жизни. Князь Александр Григорьевич Долгоруков утверждал, что видел двух детей, мальчика и девочку, Елизаветы Петровны от Алексея Яковлевича Шубина, будущего генерал-поручика, кому Елизавета писала пылкие любовные поэмы. Среди современников было распространено мнение, что она состояла в тайном церковном браке (морганатическом) с малороссийским казаком Алексеем Разумовским. Никаких документов на этот счёт не сохранилось. В петербургском обществе конца XVIII века ходили слухи, что у Елизаветы были сын от Алексея Разумовского и дочь от Ивана Шувалова. В связи с этим после смерти Елизаветы Петровны появилось немало самозванцев, именовавших себя её детьми от брака с Разумовским; наиболее известна среди них так называемая княжна Тараканова.
Начало царствования Елизаветы запомнилось как период роскоши и излишеств. «Весёлая царица была Елисавет: поёт и веселится, порядка только нет», — иронизировал А. К. Толстой. При дворе регулярно проводились балы-маскарады, а в первые десять лет — и так называемые «метаморфозы», когда дамы наряжались в мужские костюмы, а мужчины — в дамские. Сама Елизавета Петровна задавала тон и была законодательницей мод. После её смерти в гардеробе императрицы насчитали 15 тысяч платьев. Лишь на исходе жизни из-за болезни и тучности Елизавета отошла от придворных увеселений.
Елизавета хорошо помнила своих родственников как по отцу, так и по матери, в том числе и достаточно дальних — как, например, Леонтьевых, Стрешневых, Матюшкиных, Дашковых. Она живо входила в их семейные дела, помогала им устраивать выгодные браки и находила для родственников синекуры при дворе. В равной степени её благосклонность распространялась и на семейство пастора Глюка, давшего воспитание её матери.
Елизавета Петровна любила, чтобы особо доверенные и приближённые к ней дамы перед сном чесали ей пятки. Этой милости добивались многие знатные дамы, но далеко не каждая удостаивалась столь высокой чести. Среди тех, кому это поручалось, были Мавра Шувалова, подруга императрицы и жена главнейшего сановника империи Петра Шувалова, жена канцлера Михаила Воронцова, вдова адмирала Ивана Головина Мария Богдановна.
Исследователи также отмечают повышенную чувствительность и эмоциональность Елизаветы Петровны, непостоянство её характера, выражавшееся зачастую в резких переменах настроения. Так, русско-британский историк Тамара Райс приводит случай, когда, услышав о землетрясении в Лиссабоне, императрица прослезилась и велела выделить огромную сумму на восстановление города, даже несмотря на то, что в то время дипломатические отношения между Россией и Португалией ещё не были установлены. Другим проявлением характера Елизаветы были резкие вспышки гнева, охватывавшие её, когда кто-то осмеливался нарушить её повеления. Например, она могла избить человека прямо на балу, увидев некие несоответствия в его костюме или поведении. Одной из самых известных жертв гнева императрицы была Наталья Лопухина. Недовольство, которое она вызвала у Елизаветы, впоследствии вылилось в обширное политическое дело об антиправительственном заговоре, с Лопухиной в качестве главной обвиняемой.

### Религиозность и путешествия

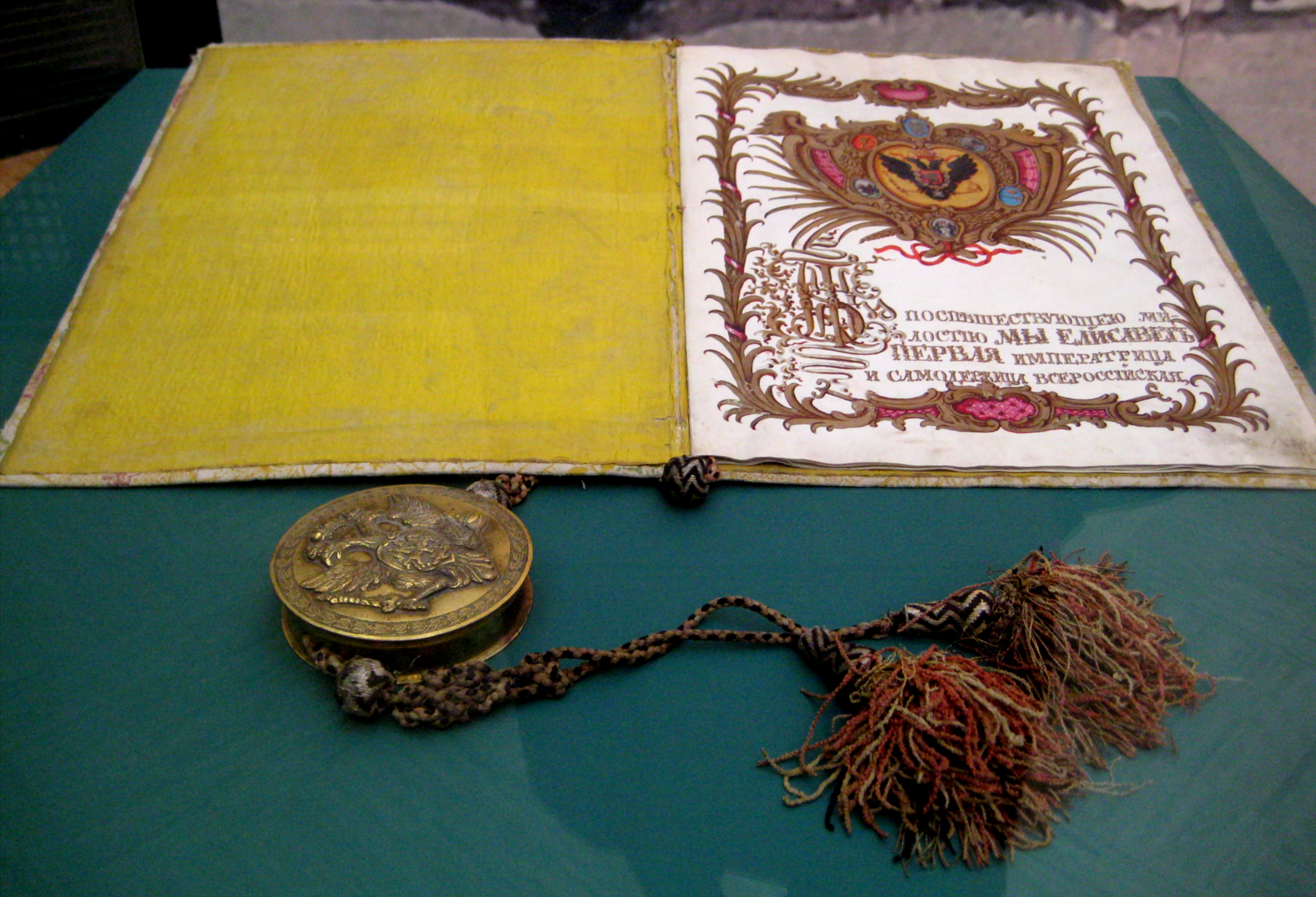
Жалованная грамота Троице-Сергиевой лавре на вотчины в разных уездах

Несмотря на посмертную репутацию весьма легкомысленной особы, Елизавета отличалась глубокой набожностью. Как последний монарх, считавший Москву родным городом и проводивший там много времени, она регулярно совершала пешие паломничества из первопрестольной в окрестные монастыри — Саввино-Сторожевский, Новоиерусалимский и особенно в Троице-Сергиев, который в её правление получил статус лавры и украсился новыми постройками, включая самую высокую в России колокольню. В шествиях по Троицкой дороге императрицу сопровождали весь двор и фавориты:

Она охотно уезжала с бала к заутрене, бросала охоту для богомолья; но во время этих богомолий говенье не мешало ей предаваться мирским и весьма суетным развлечениям. Она умела превращать эти благочестивые путешествия в увеселительные поездки. Совершая путешествие пешком, она употребляла недели, а иногда и месяцы на то, чтобы пройти шестьдесят вёрст, отделяющие знаменитую обитель от Москвы. Случалось, что, утомившись, она не могла дойти пешком за три, четыре версты до остановки, где приказывала строить дома и где отдыхала по несколько дней. Она доезжала тогда до дома в экипаже, но на следующий день карета отвозила её к тому месту, где она прервала своё пешее хождение. В 1748 году богомолье заняло почти всё лето.— Валишевский К. Дщерь Петра Великого.
В 1744 году Елизавета отклонилась от традиционного своего маршрута и поехала на богомолье в Киевский Печерский монастырь, где провела две недели. Для последующих приездов в Малороссию она велела начать в Киеве строительство царского дворца, ныне именуемого Мариинским, и собственноручно заложила первый камень в основание Андреевской церкви. Позднее при лавре был возведён также и Кловский дворец. Несмотря на все эти приготовления, больше в Малороссии императрица не бывала. Она мечтала удалиться на покой в основанный по её указанию Смольный монастырь, строительство которого велось придворным архитектором Растрелли близ берега Невы на месте небольшого дворца, где она провела своё детство.

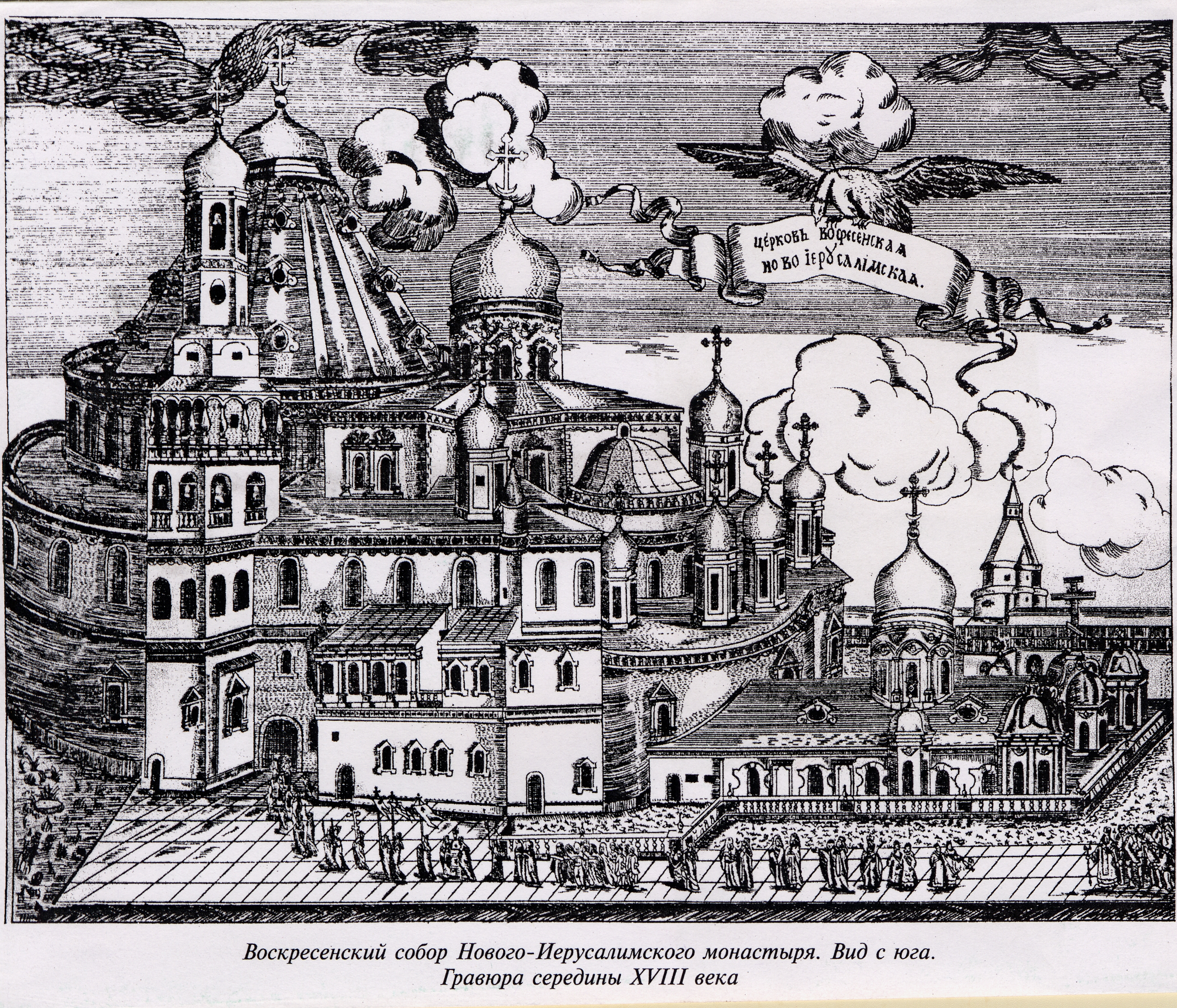
Паломничество Елизаветы в Новый Иерусалим

В религиозных вопросах Елизавета полагалась на советы своего духовника Фёдора Дубянского, который имел большой вес при дворе. При ней возросло значение Синода, жестоко преследовались старообрядцы. Синод заботился о материальном обеспечении духовенства, монастырей, распространении духовного образования в народе. В правление Елизаветы была завершена работа над новым славянским переводом Библии, начатая ещё при Петре I в 1712 году. «Елизаветинская Библия», вышедшая в 1751 году, по настоящее время с незначительными изменениями используется в богослужении Русской православной церкви.
Стараясь укрепить положение православия в своём государстве, Елизавета уделяла значительное влияние вопросам вероисповедания. На заре её правления (2 (13) декабря 1742 года) был принят указ о высылке всех жителей иудейского вероисповедания с разрешением остаться лишь тем, кто захочет принять православие. Примерно в то же время (19 (30) ноября 1742 года) Елизавета издала указ о разрушении всех «новопостроенных за запретительными указами» мечетей на территории Казанской губернии и недопущении возведения новых. Епископ Лука (Конашевич) приступил к лихорадочному исполнению предписания — в течение двух лет из 536 мечетей в Казанском уезде было разрушено 418.
Вместе с тем в 1741 году вышел указ, разрешавший буддийским ламам проповедовать на территории Российской империи своё учение. Все ламы, пожелавшие приехать в Россию, приводились к присяге на верноподданство империи и освобождались от уплаты налогов.

## Отзывы современников
Испанский посол при российском дворе в 1727—1730 годах герцог Лирийский рассказывает о ней в своих записках:

Принцесса Елисавета, дочь Петра I и царицы Екатерины, такая красавица, каких я никогда не видывал. Цвет лица её удивителен, глаза пламенные, рот совершенный, шея белейшая и удивительный стан. Она высокого роста и чрезвычайно жива. Танцует хорошо и ездит верхом без малейшего страха. В обращении её много ума и приятности, но заметно некоторое честолюбие.
Секретарь французского посольства Жан Луи Фавье оценил манеру императрицы:

 Сквозь всю её доброту и гуманность, доведённую до крайности безрассудным обетом (об отмене смертной казни. — И. К.)… в ней нередко просвечивают гордость, высокомерие, иногда даже жестокость, но более всего — подозрительность. В высшей степени ревнивая к своему величию и верховной власти, она легко пугается всего, что может ей угрожать уменьшением или разделом этой власти. Она не раз выказывала по этому случаю чрезмерную щекотливость. Она не терпит титула «великий» к приложении к придворным чинам и в особенности к званию великого канцлера, хотя обычаем принято так называть первого министра. Однажды Бестужев так называл себя в её присутствии. «Знайте, — сказала она ему, — что в моей империи только и есть великого, что я да великий князь, но и то величие последнего не более как призрак». Зато императрица Елизавета вполне владеет искусством притворяться. Тайные изгибы её сердца часто остаются недоступными даже для самых старых и опытных придворных, с которыми она никогда не бывает так милостива, как в минуту, когда решает их опалу. Она ни под каким видом не позволяет управлять собой одному какому-либо лицу, министру или фавориту, но всегда показывает, будто делит между ними свои милости и своё мнимое доверие".

### Престолонаследие

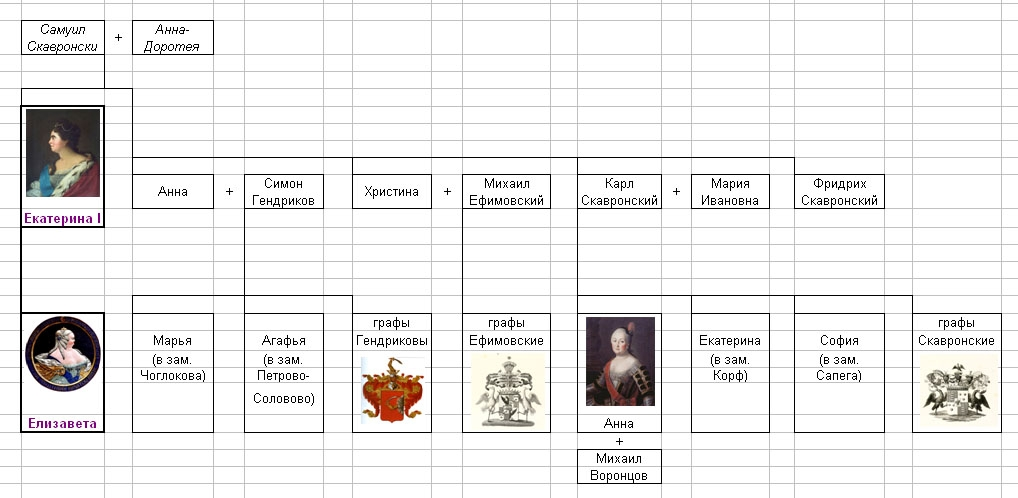
Родственники Елизаветы по матери

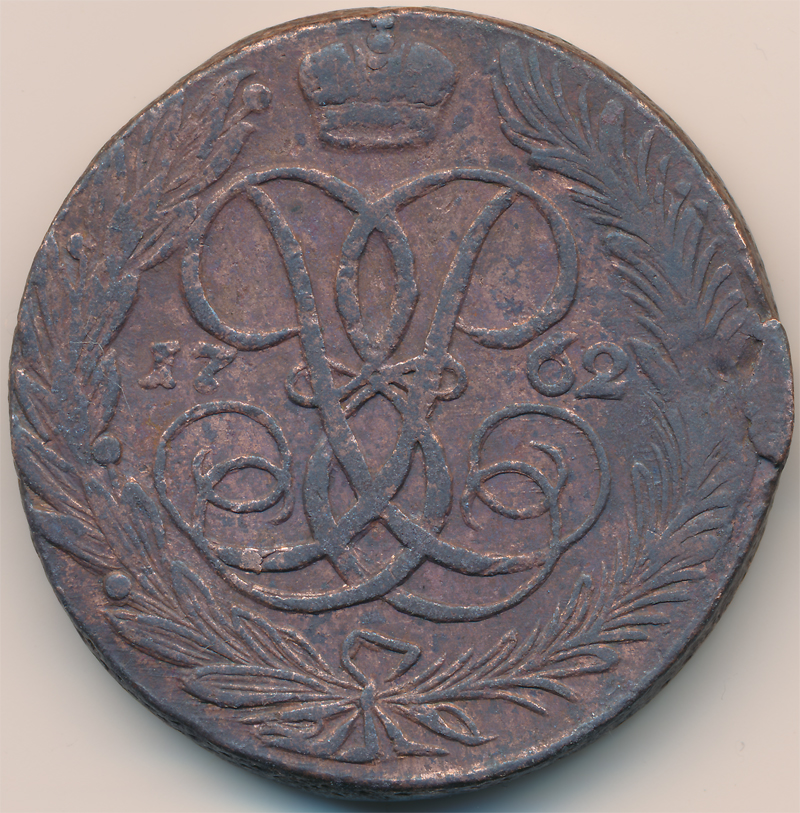
Монета с монограммой Елизаветы Петровны

Елизавета была последней представительницей династии Романовых по прямой женской линии; мужская линия пресеклась со смертью Петра II в 1730 году. Наследником престола 7 (18) ноября 1742 года Елизавета назначила своего племянника (сына старшей сестры Анны Петровны) — герцога Карла-Петера Ульриха Голштинского. По прибытии в Россию он был переименован на русский манер в Петра Фёдоровича, причём в официальный титул были включены слова «внук Петра Великого». Императрица следила за племянником, как за собственным сыном. Столь же серьёзное внимание было обращено на продолжение династии, на выбор жены Петра Фёдоровича (будущая Екатерина II) и на их сына (будущий император Павел Петрович), начальным воспитанием которого заведовала сама двоюродная бабка. После смерти Елизаветы на российский престол вступает гольштейн-готторпская линия (потомки по прямой мужской линии датского короля Фредерика I).
После смерти Елизаветы Петровны и воцарения Петра III на екатеринбургском монетном дворе некоторое время продолжали чеканиться монеты с вензелем императрицы Елизаветы — впоследствии этот факт объяснялся тем, что вести о смерти императрицы слишком долго шли до Екатеринбурга. В дальнейшем большинство монет 1762 года с вензелем Елизаветы Петровны были перечеканены, но небольшое количество этих монет всё же сохранилось и по сей день.

## Награды
- Орден Святого апостола Андрея Первозванного
- Орден Святой Екатерины
- Орден Белого орла (Польша)
- Орден Чёрного орла

## Память
Несмотря на кровавые баталии Семилетней войны, которые не принесли России ощутимых политических дивидендов, Елизавета оставила по себе хорошую память. «С правления царевны Софьи никогда на Руси не жилось так легко, и ни одно царствование до 1762 года не оставляло по себе такого приятного воспоминания», — констатировал В. О. Ключевский.
После того, как по итогам Второй мировой войны к СССР была присоединена часть Восточной Пруссии, стал пробуждаться интерес к тем страницам елизаветинского царствования, которые связаны с присоединением этих земель российской армией.

### Памятники

Памятник императрице Елизавете Петровне в Балтийске.

На территории Российской империи стоял всего лишь один памятник Елизавете Петровне. Он представлял собой бюст императрицы на круглом гранитном постаменте и был открыт в 1895 году в Санкт-Петербурге во дворе Императорского фарфорового завода перед Преображенской церковью. Изготовленный скульптором А. Шписом из бисквита — фарфора, не покрытого глазурью, он через некоторое время был заменён бронзовой копией, отлитой на заводе Морана. В советское время памятник был уничтожен.
В 2004 году в городе Балтийске Калининградской области на территории историко-культурного комплекса «Елизаветинский форт» был открыт конный бронзовый памятник императрице Елизавете Петровне. Скульптор — Георгий Франгулян.
В Покровском сквере Ростова-на-Дону (города, возникшего в 1749 году на основании грамоты Елизаветы Петровны) 27 июня 2007 года был открыт памятник основательнице города, представляющий собой бронзовую статую императрицы Елизаветы на гранитном постаменте. Скульпторы — Сергей Олешня и Анатолий Дементьев, архитектор — Владимир Фоменко.

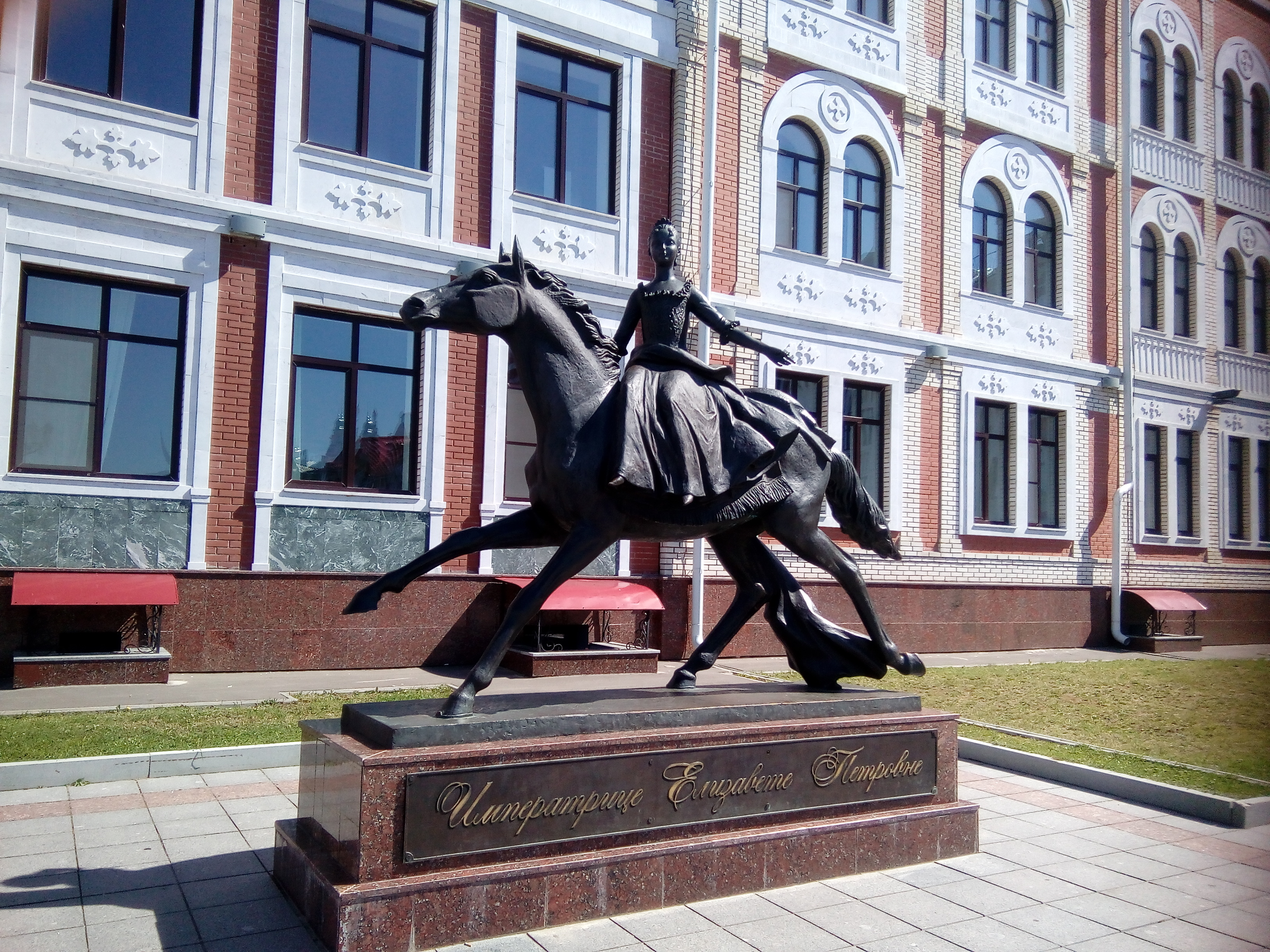
Памятник Елизавете Петровне в Йошкар-Оле. Скульптор: Андрей Ковальчук

30 ноября 2011 года памятник императрице Елизавете был открыт в Йошкар-Оле, перед зданием Национальной президентской школы-интерната для одарённых детей на набережной Брюгге. Скульптор — Андрей Ковальчук.

### Топонимы
- Крепость Святой Елисаветы дала начало городу Елисаветграду (современное название — Кропивницкий).
- Село Елизавет (ранее Елизаветино, Цесаревны Верхне-Уктусский железоделательный завод) — ныне в черте г. Екатеринбурга.
- Станица Елизаветинская в устье Дона, в непосредственной близости от Ростова-на-Дону и Азова.
- Имя Елизаветы Петровны носит с 2019 года аэропорт Храброво (Калининград).

### Выставки
В Екатерининском дворце 22 декабря 2009 года открылась выставка «Vivat, Елисавет», организованная Государственным музеем-заповедником «Царское Село» совместно с Государственным музеем керамики и приуроченная к 300-летнему юбилею императрицы Елизаветы Петровны. В числе прочего была представлена скульптура из бумаги, изображающая парадный наряд императрицы Елизаветы Петровны. Она была изготовлена специально для выставки по заказу музея бельгийской художницей Изабель де Боршграв.
Пышно украшенная четырёхместная карета работы французского мастера Дрилеросса с рисунками и росписью кисти Франсуа Буше, которая была преподнесена в дар Елизавете Петровне Кириллом Григорьевичем Разумовским, выставлена в настоящее время в экспозиции музея Оружейная палата (зал 9).

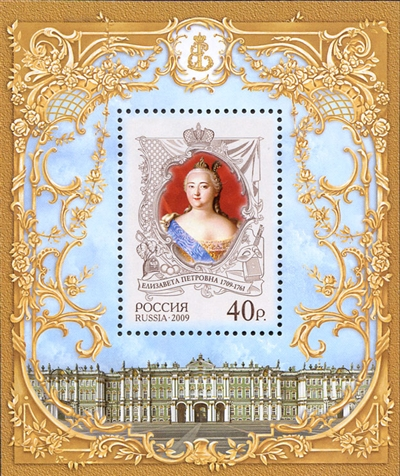
Почтовый блок России, 2009 г. Елизавета Петровна

### В филателии
- В 2009 году Почта России выпустила почтовый блок, посвящённый Елизавете Петровне.
- В 2005 году Почта России выпустила марку, посвящённую основанию МГУ (1755), на которой изображена медаль с Елизаветой Петровной.

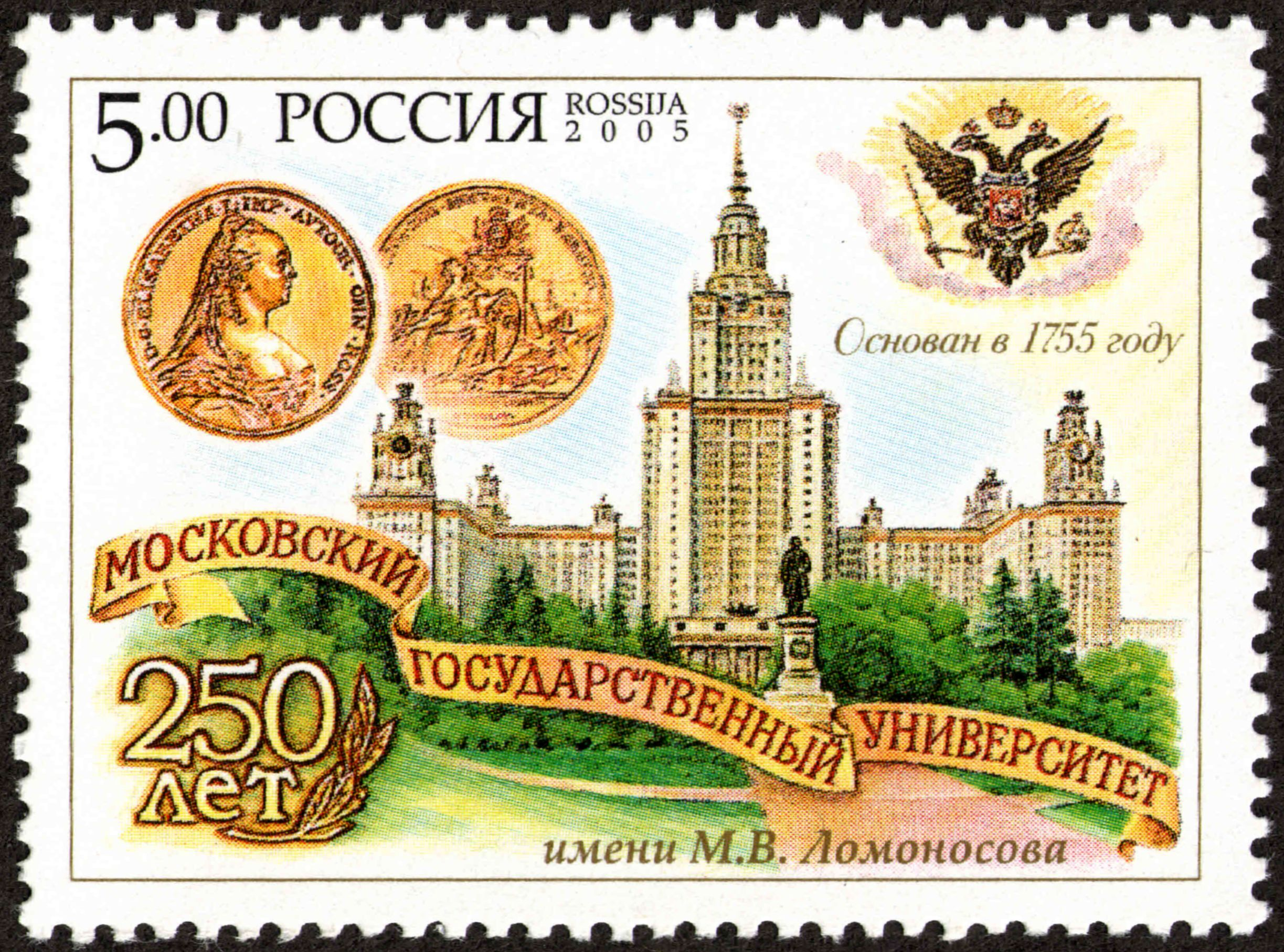
Почта России, 2005 г.

## Образ в искусстве

### В живописи

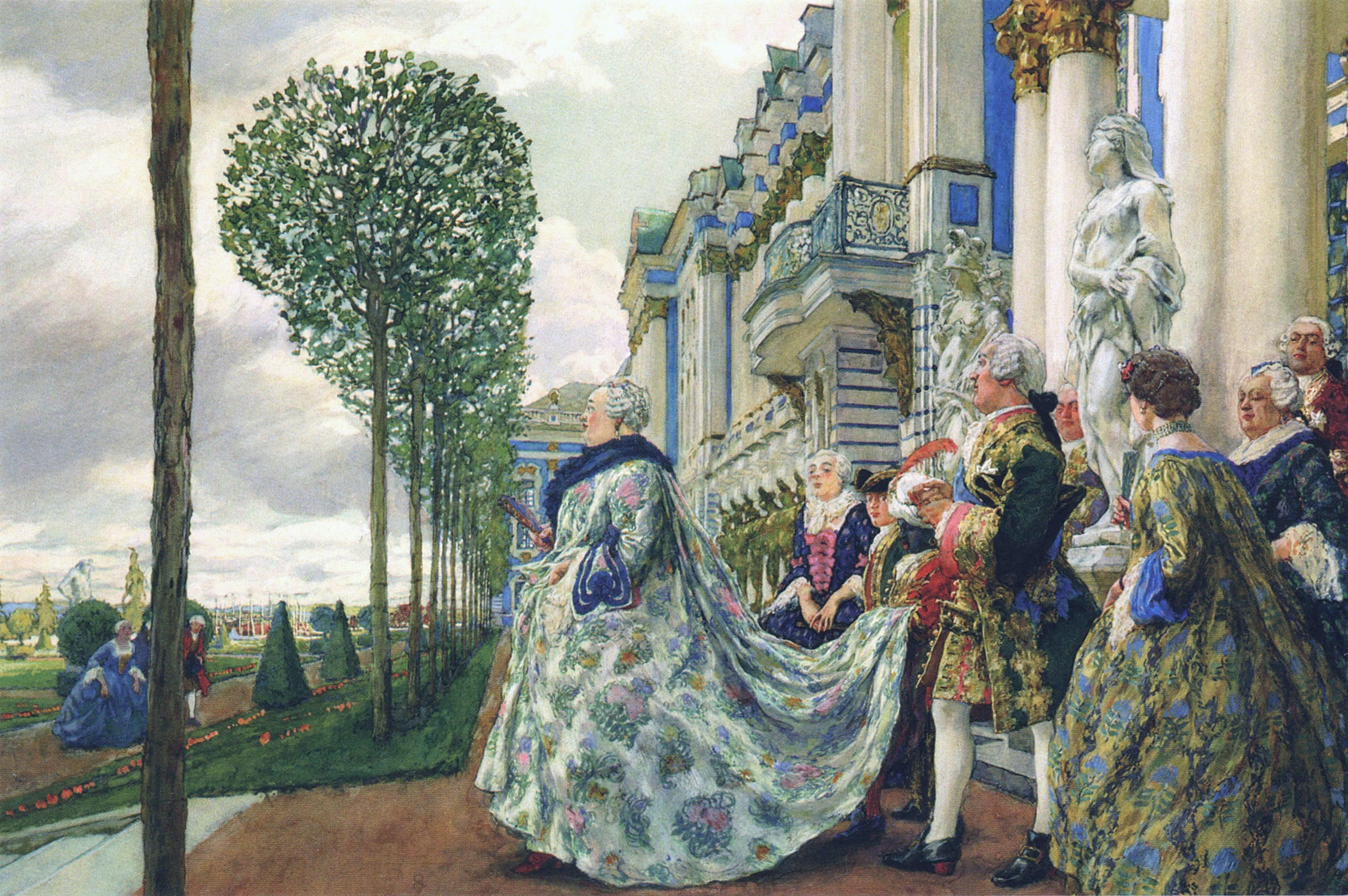
Е. Лансере. «Елизавета Петровна в Царском Селе» (1905).

Уникальным и вызывающим споры изображением Елизаветы Петровны является «Портрет царевны Елизаветы Петровны в детстве» французского художника Луи Каравака, изображающий её обнажённой в возрасте восьми лет в образе Флоры.
В «прекрасную эпоху» начала XX века «галантный век» Елизаветы Петровны и свойственная ему эстетика рококо с её лёгкой игривостью и необязательностью, а также привкусом утончённого гедонизма влекли художников объединения «Мир искусства» (А. Бенуа, Е. Лансере, К. Сомов). Многие из них создавали на бумаге акварелью и гуашью воображаемые сцены из жизни елизаветинского двора.

### В литературе
Елизавета Петровна выведена во множестве исторических романов о событиях середины XVIII века, включая цикл произведений о гардемаринах Нины Соротокиной и романы В. Пикуля «Слово и дело» и «Пером и шпагой». Непосредственно Елизавете посвящён роман П. Н. Краснова «Цесаревна» (1932).

### В кино
- «Распутная императрица» («The Scarlet Empress», 1934, США; режиссёр — Джозеф фон Штернберг), в роли Елизаветы — Луиза Дрессер.
- «Давид Гурамишвили» (1946, СССР; режиссёр — Николай Санишвили), в роли Елизаветы — Татьяна Окуневская.
- «Михайло Ломоносов» (1955, СССР; режиссёр — Александр Иванов), в роли Елизаветы — Тамара Алёшина.
- «Секрет шевалье д'Эона» (1959, Франция, Италия; режиссёр — Жаклин Одри), в роли Елизаветы — Иза Миранда.
- «Екатерина Российская» / Caterina di Russia (1963), в роли Елизаветы — Тина Латтанци.
- «Баллада о Беринге и его друзьях» (1970, СССР), в роли Елизаветы — Валентина Панина.
- «Михайло Ломоносов» (1986, СССР; режиссёр — Александр Прошкин), в роли Елизаветы — Наталья Сайко.
- «Гардемарины, вперёд!» (1987, СССР; режиссёр — Светлана Дружинина), в роли Елизаветы — Елена Цыплакова.
- «Молодая Екатерина» («Young Catherine», 1991, США; режиссёр — Майкл Андерсон), в роли Елизаветы — Ванесса Редгрейв.
- «Виват, гардемарины!» (1991, СССР; режиссёр — Светлана Дружинина), в роли Елизаветы — Наталья Гундарева.
- «Гардемарины III» (1992, Россия, Германия; режиссёр — Светлана Дружинина), в роли Елизаветы — Наталья Гундарева.
- «Екатерина Великая» («Catherine the Great», 1995, США, Австрия, Германия; режиссёры — Марвин Джей Чомски, Джон Голдсмит), в роли Елизаветы — Жанна Моро.
- «Тайны дворцовых переворотов» (2000—2013, Россия; режиссёр — Светлана Дружинина), в роли Елизаветы — Екатерина Никитина.
- «Фаворит» (2005, Россия; режиссёр — Алексей Карелин), в роли Елизаветы — Мария Кузнецова.
- «Пером и шпагой» (2008, Россия; режиссёр — Евгений Иванов), в роли Елизаветы — Ольга Самошина.
- «Романовы» (фильм № 4) (2013, Россия, «Первый канал»; режиссёр — Максим Беспалый), в роли Елизаветы — Ирина Агейкина.
- «Екатерина» (2014, Россия; режиссёры — Александр Баранов, Рамиль Сабитов), в роли Елизаветы — Юлия Ауг.
- «Великая» (2015, Россия; режиссёр — Игорь Зайцев), в роли Елизаветы — Наталья Суркова.
- «Елизавета» (2021, Россия; режиссёр — Дмитрий Иосифов), в роли Елизаветы — Юлия Хлынина.